# Huizhou-Pumpspeicherkraftwerk
Das Huizhou-Pumpspeicherkraftwerk ist ein Pumpspeicherkraftwerk bei Huizhou in der Provinz Guangdong in der Volksrepublik China. Es verfügt über acht Pumpgeneratoren, die eine Leistung von 2448 MW haben. Die ersten Einheiten gingen  zwischen 2007 und 2008 ans Netz.
Das Wasserkraftwerk wird aus einem Staubecken versorgt, das von zwei Absperrbauwerken aufgestaut wird. Der Hauptdamm ist eine 56 m hohe und 156 m lange Staumauer aus Walzbeton. Der zweite (Hilfs)damm ist 14 m hoch und 133 m lang. Das Wasser aus dem oberen Becken gelangt in ein Kraftwerk, das sich 420 m tief im Untergrund befindet, wo es Elektrizität erzeugt, und läuft dann in ein unteres Becken ab. Dieses Unterbecken wird von einer 61 m hohen und 420 m langen Walzbetonmauer aufgestaut. Das Wasser wird von dort mittels der Pumpgeneratoren wieder ins Oberbecken zurück gepumpt, um erneut gebraucht zu werden.
Pro Jahr sollen durchschnittlich 4200 GWh erzeugt werden.